# Marchena (Jaén)
Marchena es una aldea perteneciente al municipio de Santiago-Pontones, en la provincia de Jaén (Andalucía, España). Se encuentra a unos 27 km aprox. por carretera de Santiago de la Espada, dentro del Parque natural de Cazorla, Segura y Las Villas. Junto al núcleo de la aldea se encuentran, a pocos cientos de metros al Este, la cortijada de El Cortijillo, el Cortijo del Tobazo, y un poco más retirada, la pequeña aldea de Marchenica, dispuestas a lo largo del barranco del arroyo Marchena. Cuenta con una población a 1 de enero de 2020 según el INE de 99 personas.

## Demografía
Evolución de la población
| Gráfica de evolución demográfica de Marchena entre 2000 y 2019     |
|                                                                    |
| Población de derecho (2000-2019) según el padrón municipal del INE |

## Economía
La actividad económica de la aldea y las cortijadas del entorno está basada principalmente en actividades relacionadas con el medio, como la ganadería (pastoreo de montaña y trashumante, principalmente de ganado ovino y caprino), la agricultura, la caza, y las tareas silvícolas y forestales.

## Fiestas de laInmaculada Concepción
El primer fin de semana de septiembre de cada año se conmemora en la aldea del día de la Natividad de la Virgen María. Después de dos días de celebraciones, se celebra una misa en la plaza de la aldea y se lleva en procesión por todas las calles de la aldea la talla de la Inmaculada Concepción, con acompañamiento de comparsa. Durante la procesión se le canta y reza, y en todas las casas se detiene, momento en el cual las familias aprovechan para ofrecer dulces y los típicos garbanzos torraos, de ahí que se le conozca entre los paisanos como la Procesión de los Garbanzos. Finalizando la procesión, los más jóvenes portan la talla y emprenden una carrera cuesta arriba con la misma a hombros, a gran ritmo. En estos días la aldea se llena de vecinos y visitantes y cobra gran vida.

## Geología
La aldea se asienta sobre el acuífero de Pilillas-Palancares, de formación dolomítica del Cenomaniense-Turoniense con superposiciones de caliza del Mioceno.

## Geografía histórica
La primera referencia de Marchena se halla dentro del "Libro de la Montaría" del monarca Alfonso XI cuando la cita de la siguiente manera: 

“…Cabeza las Pozas, que yace del cabo del rio Segura es un buen monte de oso en verano. Et son las vocerias desdel puerto de Marchena fasta Miller. Et la otra desde la puente de Miller fasta el Royo de Miller. Et es el armada en la huerta de Gorgollite et en el Parralejo…”

En las «Relaciones topográficas de los pueblos del reino de Murcia, 1575-1579», se describía la aldea de la siguiente manera:

ay otra poblaçion que se llama Marchena a la dicha parte de do sale el sol que ay muestras de casas y edifiçios y muchas nogueras e parras y çiruelos e higueras y çereços e otros arboles comunes estara seys leguas de Sigura